# 千代田區
千代田區（日语：／ Chiyoda ku */?）是日本東京都23个特別區之一，位於東京都區部中心，占地11.66平方千米，自北边顺时针方向分别与文京区、台东区、中央区、港区、新宿区相接。日本國會、首相官邸、最高法院、大部分中央行政機關及天皇住所皆座落於此；區內大手町、丸之內、有樂町等商圈亦是許多日本大型企業總部的聚集地，使得該區成為日本首屈一指的政治經濟中樞。区内名胜包括東京站、秋葉原、靖國神社、神保町古書街、日本武道館等。

## 概况
千代田区是在东京都35区制改为22区制过程中，于1947年（昭和22年）由麴町區与神田區合并而来，区名來自江戶城之別名「千代田城」，与港区、中央区合称为“东京都心”“都心3区”。以区内永田町、霞關为中心分布的众多首都职能机关，汇聚成日本的司法行政核心；丸之内与大手町一带作为东京的中央商务区，连贯成日本首屈一指的豪华商圈，坐落有日本经团联、日本农协等经济团体、日本三大巨型银行（三菱日聯金融集團、瑞穗金融集團、三井住友金融集團）总部及一众日本代表性企业本社，担当着日本金融核心职能；位于丸之内东部的东京站作为全日本的中央车站，是日本多数新干线与在来线的起点车站。然而，由于大量辦公大樓与政府机关占据了多数空间，与银座和三大副都心（新宿、涩谷、池袋）相比，区内并无大型繁华街道与娱乐产业街分布。同时由于土地昂贵，区内中心居住人口逐渐减少，转而寻求附近低价相对合理地带迁居，区内住宅区占比低下，同周边区相比人口密度较低。即便如此，近年回归都心的人数亦有增长趋势。
千代田区地势西高东低，约占全区15%的土地为皇居绿地。西部为武藏野台地东端的麹町台与駿河台，东部则为冲积平原；今大手町至内幸町一带曾为入海口“日比谷入江”，经江户时代填海而成；神田川在区内北部东流，日本桥川则在三崎橋附近分流穿越千代田区。

### 原麹町区
现今千代田区的大部分为区制改革前的麹町区辖区。围绕着皇居周围包括大手町、丸之内、有乐町、内幸町、日比谷公园、霞关、永田町、紀尾井町、麹町、九段北与九段南在内的街区亦曾担当过去日本的政治经济中枢。与江户时代以来主要居住町人的下町地带原神田区相比，这里曾是武家宅邸聚集的地方。江户城以西包含“山手”地区的台地一带，自江户时代以来一直是日本的政治中心。明治维新后，武家宅邸被改造成永田町、霞关等政府机关驻地。
明治时代以来，日本国会、首相官邸、中央省厅、最高裁判所等三权机关、主要政党本部等权力中枢在此聚集，区内永田町、霞关等地名更是国会议员与官僚的代名词。以皇居西侧为中心的麹町、番町一带分布着都心首屈一指的高级住宅区。

### 原神田区
原来的神田区大致与今千代田区东北部对应，主要由冲积平原及江户时代以来的填海造陆构成。与曾经的日本桥区类似，这里曾经也多是町人居住的下町地带，至今仍有许多区内地名留有“神田”二字。
江户时代以来，神田地区一直是幕府御用儒家学者云集的昌平坂学問所所在地，加之民间学者在此广办私塾，神田成为学术兴盛之地。受此传统影响，区内神保町形成了世界最大的二手书店街——神田古书店街；与神田神保町毗邻的一橋地区坐落有小学館、集英社等众多出版社。江户时代神田川分流后与江户城河相挟形成的外神田一带出于防火目的，祈请秋叶神社后建成了绵延9,000余坪的防火带广场，自此得称秋叶原。秋叶原在第二次世界大战期间聚集了众多黑市，促成了后来“秋叶原电气街”的出现。如今秋叶原已发展成饶具规模的电子城，成为世界闻名的“宅男之街”与“亚文化之街”，吸引着来自世界各地的众多游客。

## 人口
| 千代田區人口分布圖 |                                                 |  |
| 千代田區與日本全國年齡別人口分布比較圖 （2005年資料） | 千代田區的年齡、男女別人口分布圖 （2005年資料） |  |
| ■紫色是千代田區 ■綠色是全国 | ■藍色是男性 ■紅色是女性                         |  |
| 千代田區人口變化 \| 1970年 \| 74,185人 \| \| \| 1975年 \| 61,656人 \| \| \| 1980年 \| 54,801人 \| \| \| 1985年 \| 50,493人 \| \| \| 1990年 \| 39,472人 \| \| \| 1995年 \| 34,780人 \| \| \| 2000年 \| 36,035人 \| \| \| 2005年 \| 41,778人 \| \| \| 2010年 \| 47,115人 \| \| \| 2015年 \| 58,406人 \| \| \| 2020年 \| 66,680人 \| \| |                                                 |  |
| 資料來源：日本總務省統計中心提供之人口普查數據 |                                                 |  |
| 1970年 | 74,185人                                        |  |
| 1975年 | 61,656人                                        |  |
| 1980年 | 54,801人                                        |  |
| 1985年 | 50,493人                                        |  |
| 1990年 | 39,472人                                        |  |
| 1995年 | 34,780人                                        |  |
| 2000年 | 36,035人                                        |  |
| 2005年 | 41,778人                                        |  |
| 2010年 | 47,115人                                        |  |
| 2015年 | 58,406人                                        |  |
| 2020年 | 66,680人                                        |  |

### 日夜人口差
2005年夜間人口（居住者）為41,683人，區外通勤者與通學生、居住者在內的區内日間人口達853,382人，為夜間人口的20.473倍

## 歷史
- 江戶時代前期的「江戶」指現在的千代田區周邊一帶，江戶城又名「千代田城」。
- 明治以前為武藏國豐島郡。
- 明治以後屬麴町區與神田區。

，1947年（昭和22年）3月15日由麴町區與神田區合併而來，

### 逸話
現在千代田區屬舊神田區的町名為「神田○○町／○神田」（一橋等部分町除外）。這是因為戰後舊麴町區與舊神田區合併時將舊神田區町名重新冠上「神田」。
類似名稱： 日本橋、麻布地區

### 重大事件
- 櫻田門外之變
- 二二六事件
- 五一五事件
- 三菱重工爆炸事件
- 東京地鐵沙林毒氣事件
- 秋葉原殺人事件

### 地名由來
源自於江戶城的別名「千代田城」。

## 地域（町名）

### 主要節日、事件
- 皇居一般參賀（正月、天皇誕生日）- 正門僅此時開放。
- 神田祭
- 將門塚例祭
- 神田古本祭

### 住居表示
千代田區是東京23區中住居表示實施率最低的一區。
※住居表示未實施的町丁目：
神田○○町、○番町、麴町全丁目

### 舊麴町区
- 千代田－皇居的所在地。新宮殿、皇居東御苑、宮内廳所在。皇居、皇居東御苑、皇居外苑、北之丸公園等四個設施，佔地廣達230公頃，約佔千代田區的五分之一。
- 皇居外苑－與环境省所轄國民公園同名。
- 北之丸公園－皇居北側。日本武道館、東京國立近代美術館、國立公文書館所在。接近九段下站、竹橋站。
- 永田町－國會議事堂、首相官邸與自民黨等主要政黨的總部所在地，日本的政治中心。（關連：永田町站）
- 霞關－官廳街與警視廳本廳舎。「官僚」的代名詞。（關連：霞關站）
- 丸之內－商辦街。東京站西側。三菱關連大樓很多、別名「三菱村」。
- 大手町－辦公商區。讀賣、産經、日經新聞本社與經團連。（關連：大手町站）
- 一橋－每日新聞本社、竹橋
- 麴町－（關連：麴町站、半藏門站）
- 内幸町－中日新聞東京本社（東京新聞、東京中日體育（日语：東京中日スポーツ））（關連：内幸町站）
- 日比谷公園
- 隼町－最高裁判所所在地。
- 飯田橋－（關連：飯田橋站）
- 富士見－法政大學、在日本朝鲜人总联合会總部
- 平河町－砂防會館（日语：砂防会館）、全國共濟農業協同組合聯合會（日语：全国共済農業協同組合連合会）、TAITO本社
- 有樂町－有樂町站、日比谷站的周邊地域。名稱來自織田有樂。日本放送、東京寶塚劇場所在地。
- 九段北－築土神社（日语：築土神社）、靖國神社、東京理科大學、九段下站
- 九段南－千代田區役所、東京法務局（日语：東京法務局）、九段會館、日本大學本部
- 一番町
- 二番町－日本電視台麴町分室（日本電視台舊本社）
- 三番町－千鳥淵戰歿者墓苑、千鳥淵綠道（日语：千鳥ヶ渕緑道）
- 四番町
- 五番町
- 六番町－日本索尼音樂娛樂本社
- 紀尾井町－新大谷飯店、上智大學

### 舊神田區
- 内神田－神田站西側的地域。
- 外神田－秋葉原站北西的地域。秋葉原電氣街所在。
- 西神田
- 東神田
- 神田相生町
- 神田淡路町
- 神田和泉町
- 神田岩本町－町域的大部分巳改名為「岩本町」。
- 神田小川町－神保町之西、體育用品店街。
- 神田鍛冶町－只有神田鍛冶町三丁目殘存。（一丁目・二丁目為「鍛冶町」）
- 神田北乗物町
- 神田紺屋町
- 神田佐久間河岸
- 神田佐久間町
- 神田神保町－古書店街。（關連：神保町站）
- 神田須田町
- 神田駿河台－御茶之水站周邊地域。明治大學、日本大學等學生街。
- 神田多町－只有神田多町二丁目殘存。
- 神田司町－只有神田司町二丁目殘存。
- 神田富山町
- 神田錦町
- 神田西福田町
- 神田練塀町
- 神田花岡町－友都八喜秋葉原店（日语：ヨドバシAkiba）、筑波快線秋葉原站。
- 神田東紺屋町
- 神田東松下町
- 神田平河町
- 神田松永町
- 神田美倉町
- 神田美土代町
- 一橋
- 猿樂町
- 岩本町
- 鍛冶町
- 三崎町

## 政治

### 行政区划

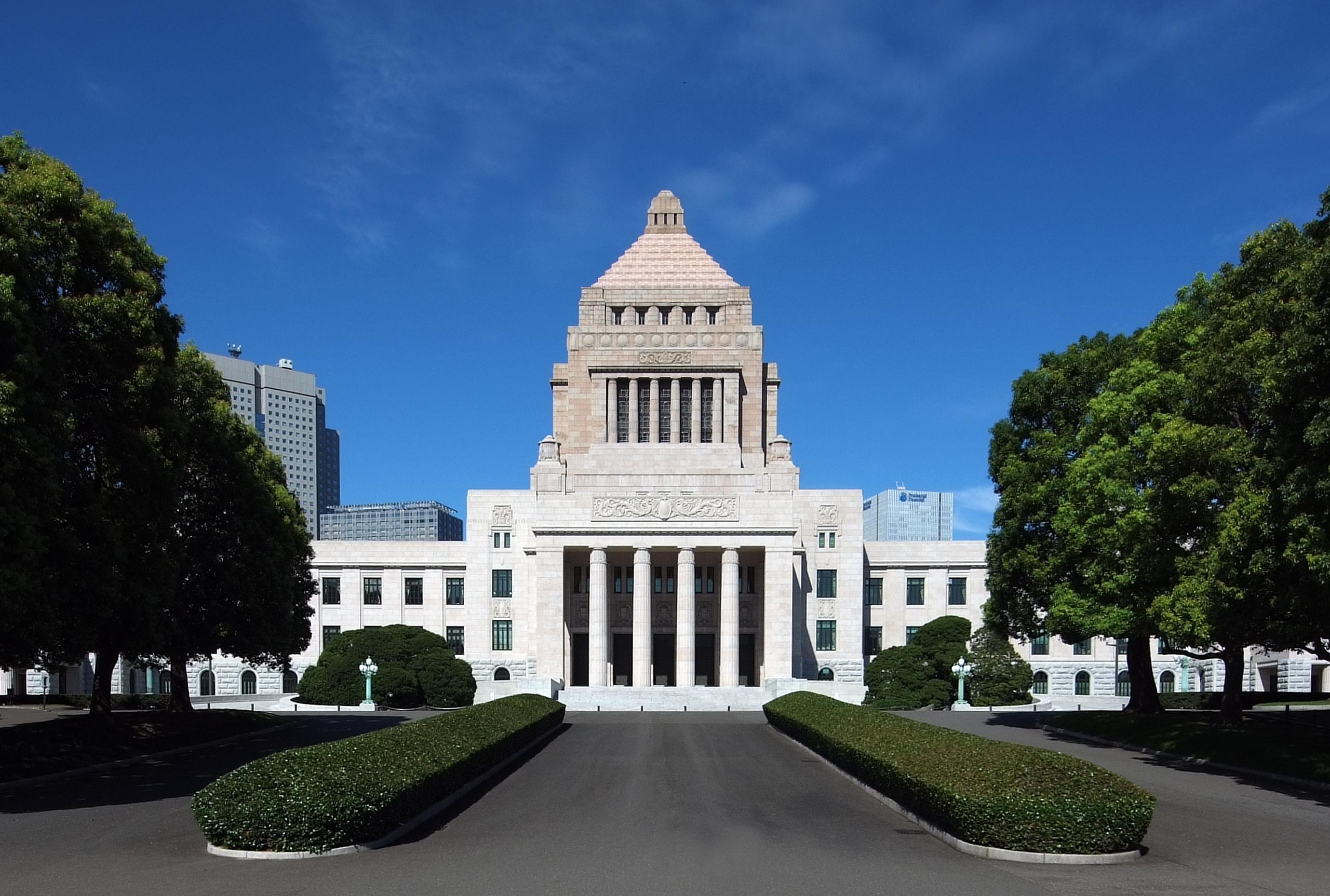
國會議事堂

千代田区役所麹町出張所辖区
| 町名       | 日语町名   | 辖区         | 住居表示实施时间 | 住居表示前行政规划                         |
| 丸之内     | 丸の内     | 丸之内一丁目 | 1970年1月1日     | 丸之内1〜3（全境）                         |
| 丸之内     | 丸の内     | 丸之内二丁目 | 1970年1月1日     | 丸之内1〜3（全境）                         |
| 丸之内     | 丸の内     | 丸之内三丁目 | 1970年1月1日     | 丸之内1〜3（全境）                         |
| 大手町     | 大手町     | 大手町一丁目 | 1970年1月1日     | 大手町1・2（全境）、竹平町                 |
| 大手町     | 大手町     | 大手町二丁目 | 1970年1月1日     | 大手町1・2（全境）、竹平町                 |
| 内幸町     | 内幸町     | 内幸町一丁目 | 1967年4月1日     | 内幸町1・2（全境）                         |
| 内幸町     | 内幸町     | 内幸町二丁目 | 1967年4月1日     | 内幸町1・2（全境）                         |
| 有乐町     | 有楽町     | 有乐町一丁目 | 1975年1月1日     | 有乐町1・2                                 |
| 有乐町     | 有楽町     | 有乐町二丁目 | 1975年1月1日     | 有乐町1・2                                 |
| 霞關       | 霞が関     | 霞關一丁目   | 1967年4月1日     | 霞关1（全境）、霞关2・3、三年町、永田町2   |
| 霞關       | 霞が関     | 霞關二丁目   | 1967年4月1日     | 霞关1（全境）、霞关2・3、三年町、永田町2   |
| 霞關       | 霞が関     | 霞關三丁目   | 1967年4月1日     | 霞关1（全境）、霞关2・3、三年町、永田町2   |
| 永田町     | 永田町     | 永田町一丁目 | 1967年4月1日     | 永田町1（全境）、永田町2、霞关2・3、三年町 |
| 永田町     | 永田町     | 永田町二丁目 | 1967年4月1日     | 永田町1（全境）、永田町2、霞关2・3、三年町 |
| 隼町       | 隼町       | 隼町         | 1973年1月1日     | 隼町（全境）                               |
| 平河町     | 平河町     | 平河町一丁目 | 1971年7月1日     | 平河町1・2                                 |
| 平河町     | 平河町     | 平河町二丁目 | 1971年7月1日     | 平河町1・2                                 |
| 麹町       |            | 麹町一丁目   | （未实施）       |                                            |
| 麹町       | 麹町二丁目 | （未实施）   |                  |                                            |
| 麹町       | 麹町三丁目 | （未实施）   |                  |                                            |
| 麹町       | 麹町四丁目 | （未实施）   |                  |                                            |
| 麹町       | 麹町五丁目 | （未实施）   |                  |                                            |
| 麹町       | 麹町六丁目 | （未实施）   |                  |                                            |
| 纪尾井町   | 紀尾井町   | 纪尾井町     | 1980年1月1日     | 纪尾井町（全境）                           |
| 一番町     | 一番町     | 一番町       | （未实施）       |                                            |
| 二番町     | 二番町     | 二番町       | （未实施）       |                                            |
| 三番町     | 三番町     | 三番町       | （未实施）       |                                            |
| 四番町     | 四番町     | 四番町       | （未实施）       |                                            |
| 五番町     | 五番町     | 五番町       | （未实施）       |                                            |
| 六番町     | 六番町     | 六番町       | （未实施）       |                                            |
| 九段南     | 九段南     | 九段南二丁目 | 1966年10月1日    | 九段1〜4、竹平町、代官町、三番町           |
| 皇居外苑   | 皇居外苑   | 皇居外苑     | 1967年4月1日     | 祝田町、宝田町、元千代田町（以上全境）     |
| 日比谷公園 |            | 日比谷公園   | 1967年4月1日     | 日比谷公園                                 |

千代田区役所富士見出張所辖区
| 町名       | 日语町名     | 辖区          | 住居表示实施时间 | 住居表示前行政规划           |
| 千代田     | 千代田       | 千代田        | 1967年4月1日     | 千代田区1番（皇居）          |
| 北之丸公园 |              | 北之丸公园    | 1967年4月1日     | 代官町（全境）               |
| 一桥       |              | 一桥一丁目    | 1970年1月1日     | 神田一橋1・2（境全）、竹平町 |
| 九段南     |              | 九段南一丁目  | 1966年10月1日    |                              |
| 九段南     | 九段南三丁目 | 1966年10月1日 |                  |                              |
| 九段南     | 九段南四丁目 | 1966年10月1日 |                  |                              |

千代田區是日本的中樞，中央權力機關密集。

| - 國會議事堂 - 最高裁判所 - 總理大臣官邸 - 内閣府廳舍 - 内閣官房廳舍 - 外務省廳舍 - 財務省廳舍 | - 經濟產業省廳舍 - 國立公文書館 - 日本學術會議 - 官民人材交流中心 - 宮内廳廳舍 - 消費者廳（山王公園塔） - 人事院廳舍 | - 中央合同廳舍 - 第1號館 - 第2號館 - 第3號館 - 第4號館 - 第5號館 - 第6號館 - 第7號館 |  |

## 國際機構

### 外交代表机构

#### 大使館
- 愛爾蘭駐日本大使館
- 英國駐日本大使館
- 以色列驻日本大使館
- 印度驻日本大使館
- 突尼斯驻日本大使館
- 贝宁驻日本大使館
- 菲律賓駐日本大使館
- 比利时驻日本大使館
- 葡萄牙驻日本大使館
- 墨西哥驻日本大使館
- 约旦驻日本大使館
- 卢森堡驻日本大使館
- 黎巴嫩驻日本大使館
- 聖座駐日大使館（日语：駐日本国ローマ法王庁大使館）
- 南非驻日本大使館
- 波黑驻日本大使館

#### 領事館
- 塞舌尔驻东京名譽領事館

#### 外交代表机能機構
- 在日本朝鲜人总联合会總部
- 巴勒斯坦駐日總代表團

### 國際組織
- 亞洲開發銀行駐日代表事務所
- 亞洲開發銀行研究所
- 亞洲生産性機構
- 美洲開發銀行亞洲事務所
- 國際原子能總署東京地區事務所
- 國際金融公司東京事務所
- 國際復興開發銀行、國際開發協會東京事務所
- 國際貨幣基金組織亞洲太平洋地域事務所
- 多邊投資擔保機構事務所
- 聯合國工業發展組織東京投資・技術移轉促進事務所
- OECD東京中心
- 世界動物衛生組織亞洲太平洋地區事務所

## 文化设施

### 会场
- 日本武道館
- 東京國際論壇
- 国立剧场
- 帝國劇場
- 日生劇場

### 美術館・博物館
- 科学技术馆
- 东京国立近代美术馆
- 出光美术馆（东京）

### 圖書館
- 國立國會圖書館
- 千代田区立图书馆
- 日比谷图书文化馆

## 媒體

### 電視
- 東京都會電視台（MXTV、TOKYO MX） - 2006年（平成18年）7月自江東區電訊中心（テレコムセンター）移轉至此。

### 廣播
- 日本放送 - AM局。
- FM東京（TOKYO FM）
- FM千代田（エフエムちよだ） - （開局準備中。網路先行放送）

### 新聞社、出版社
- 全國性報社
  - 讀賣新聞集團本社、毎日新聞社、產業經濟新聞社（產經新聞社）、日本經濟新聞社、中日新聞東京本社
- Real Sports（リアルスポーツ）、朝日新聞（兩者本社在中央區）

出版社集中於東京，大型專門出版社多數集中在本區北部與文京區。
- 一橋出版集團
  - 小學館、集英社等
- 角川控股
  - 角川書店、ASCII Media Works等
- 日本電子出版協會

### 有線電視區域
- Tokyo Cable Network（東京ケーブルネットワーク）（區内全域）

## 區政
區長
- 樋口高顕（日语：樋口高顕）（第1任）
- 任期:2021年2月8日

區議會
- 席次: 25人
- 任期: 4年（2023年（令和5年）5月1日-2027年（令和5年）4月30日）
- 議長: 秋谷こうき（#次世代・都民ファースト・立憲の会）[5]

### 日本首次路上吸菸禁止條例
- 2002年（平成14年）11月，日本第一次的公共道路上吸煙徵收罰款條例（千代田區生活環境條例）實施。
- 東京站、秋葉原等千代田區大部分地區，實行路上禁止吸煙。違反者罰款2萬日幣（當時2000圓）。

指定地區外的公共場所仍然禁煙。此外，該條例還規定禁止亂丟垃圾。
目前本條例不適用於永田町、霞關、内幸町。2010年（平成22年）4月1日起，皇居、皇居外苑、日比谷公園與中小型公園以外的千代田區全域公共道路禁止吸菸。
此外，政令指定都市的大阪市等自治體、也開始制定、實施路上吸菸禁止條例。

### 防災措施
| - 東京都災害據點醫院病床数…904床 - 避難所…23處 - 避難所收容人員…25,812人 - 給水據點確保水量…3,100立方公尺 - 屋外擴音器…71處 | - 儲備倉庫數…46處 - 救急告示醫療機關…3處 - 街頭滅火器…約770個 - 消防車…16台 - 救護車…7台 |

## 消防
- 本廳警防本部（大手町1-3-5）※ 丸之内消防署併設
  - 第一方面本部（麴町1-12）
    - 丸之内消防署（大手町1-3-5）特別消防中隊、救急隊1
      - 有樂町出張所（有樂町1-9-2）救急隊無

    - 麴町消防署（麴町1-12）特別消防中隊、救急隊無
      - 永田町出張所（永田町1-8-3）特別救助隊、救急隊1
      - 九段出張所（九段南2-2-17）救急隊1

    - 神田消防署（外神田4-14-3）特別消防中隊、救急隊1
      - 駿河台出張所（神田小川町3-8）救急隊無
      - 鍛冶町出張所（鍛冶町2-3-2）救急隊無

## 主要醫院

### 東京都災害據點醫院
現在千代田區内的東京都災害據點醫院指定醫院有駿河台日本大學醫院1所。

### 救急指定醫院
現在千代田區内的救急告示醫療機關有3所。
- 三樂醫院
- 三井紀念醫院
- 東京遞信醫院

## 交通

### 公路
一般道路
放射線
順時針方向
- 國道1號(櫻田通)
- 六本木通
- 國道246號
- 國道20號(甲州街道)
- 靖國通
- 白山通
- 國道4號(昭和通)
- 晴海通
- 日比谷通
- 愛宕通

環狀線
皇居側開始
- 内堀通
- 外堀通

#### 車牌號碼
千代田區屬品川號碼（東京運輸支局本廳舍）。
品川號碼區域
- 中央區、千代田區、港區、品川區、目黑區、大田區、世田谷區、澀谷區與島嶼部（页面存档备份，存于）。

### 鐵路
東海旅客鐵道（JR東海）
- 東海道新幹線
  - 東京站

 東日本旅客鐵道（JR東日本）
- 東北・上越・山形・秋田・北陸新幹線
  - 東京站
- 上野東京線・ 東海道線
  - 東京站
- 山手線・ 京濱東北線
  -  有樂町站 -  東京站 -  神田站 -  秋葉原站
- 中央線快速
  -  東京站 -  神田站 -  御茶之水站
  - ※神田站與御茶之水站之間曾經設有萬世橋站，1943年（昭和18年）廢除。現在也有遺留月台結構，高架橋下部分至2006年（平成18年）5月用作交通博物館。
- 中央·總武緩行線
  -  秋葉原站 -  御茶之水站 -  水道橋站 -  飯田橋站 -  市谷站
- 橫須賀·總武快速線
  -  東京站
- 京葉線・ 武藏野线
  -  東京站
  - ※武藏野线在东京站至西船桥站间通过京叶线贯通运营。

 東京地下鐵
- 銀座線
  -  溜池山王站 - （港區及中央區区间） -  神田站 -  末廣町站 -  溜池山王站
- 丸之內線
  -  國會議事堂前站 -  霞關站 - （中央區区间） -  東京站 -  大手町站 -  淡路町站 -  御茶之水站
- 日比谷線
  -  霞關站 -  日比谷站 - （中央區区间） -  秋葉原站
- 東西線
  -  飯田橋站 -  九段下站 -  竹橋站 -  大手町站
- 千代田線
  -  國會議事堂前站 -  霞關站 -  日比谷站 -  二重橋前站 -  大手町站 -  新御茶之水站
- 有樂町線
  -  麴町站 -  永田町站 -  櫻田門站 -  有樂町站
- 半藏門線
  -  永田町站 -  半藏門站 -  九段下站 -  神保町站 -  大手町站
- 南北線
  -  溜池山王站 -  永田町站

 東京都交通局（都營地下鐵）
- 三田線
  -  神保町站 -  大手町站 -  日比谷站 -  內幸町站
- 新宿線
  -  市谷站 -  九段下站 -  神保町站 -  小川町站 -  岩本町站

 首都圈新都市鐵道
- 筑波快線
  - 秋葉原站

### 巴士
- 都營巴士
- 日之丸自動車興業
  - 丸之内Shuttle
  - MetroLink日本橋

## 商業設施

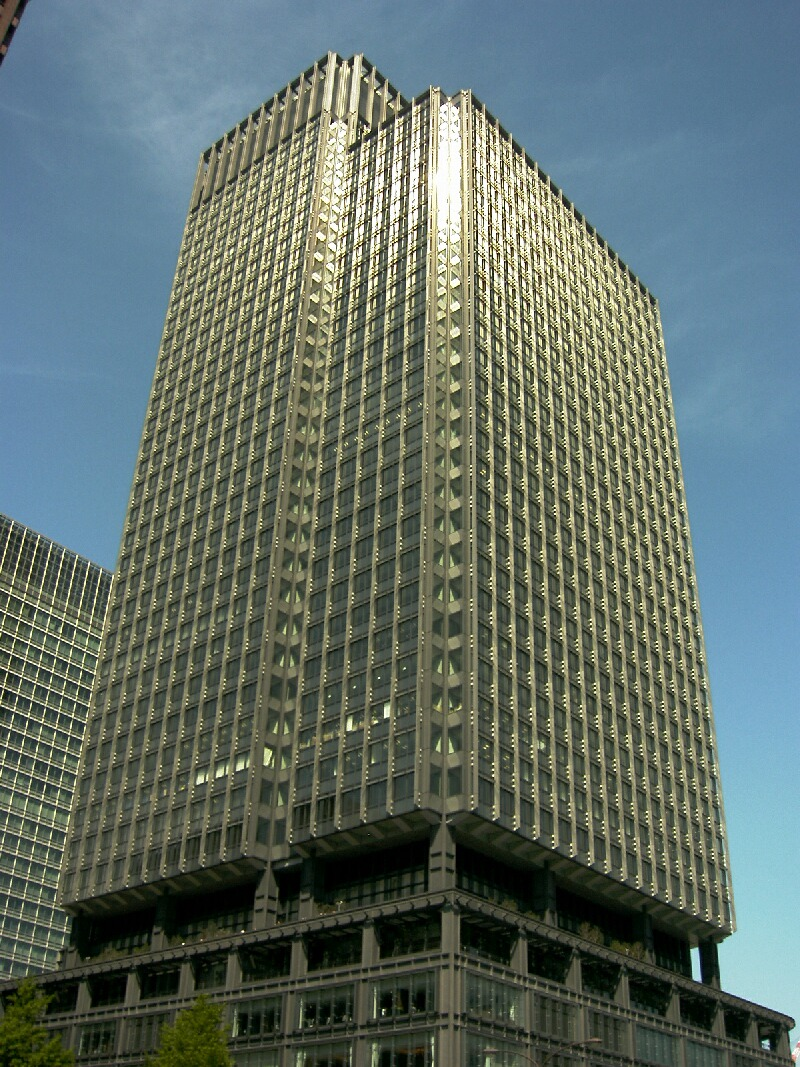
新丸之內大廈

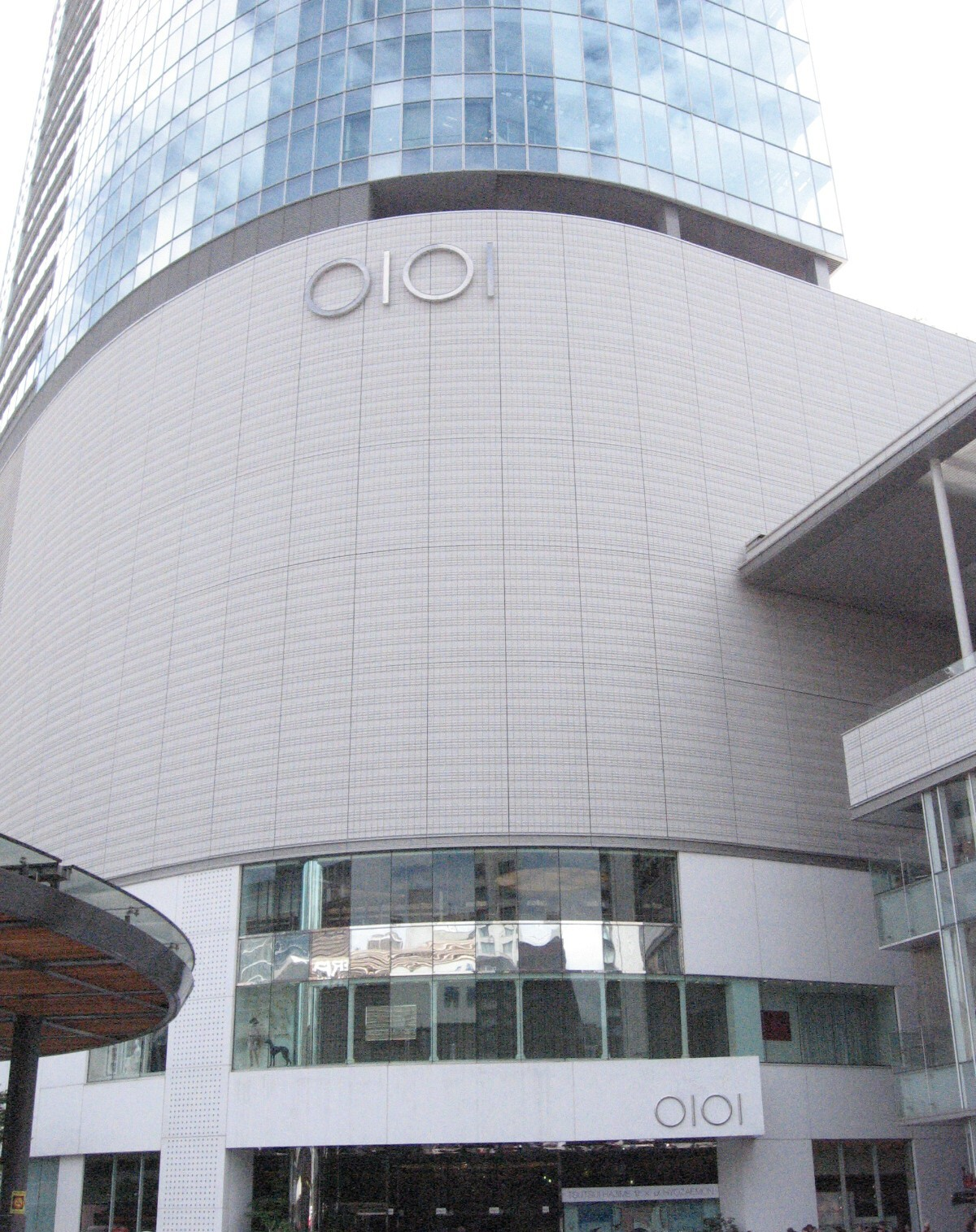
有樂町ITOCiA

### 複合商業設施
- 丸之內大廈
- 新丸之內大廈
- JP大廈
- 丸之内My Plaza（丸の内マイプラザ）
- 有樂町ITOCiA（有楽町イトシア）
- 丸之内OAZO（丸の内オアゾ）
- 丸之内Brick Square（丸の内ブリックスクエア）
- TOKIA
- 東京Garden Terrace紀尾井町

### 百貨
- 大丸東京店
- 有樂町丸之内
- 阪急MEN'S TOKYO
- Lumine（ルミネ）有樂町

### 飯店
- 東京半島酒店
- 東京香格裡拉酒店
- 帝國飯店
- The Capital Hotel 東急
- 東京新大谷飯店（ホテルニューオータニ）
- 丸之內Hotel（丸ノ內ホテル）
- Palace Hotel Tokyo（パレスホテル東京）
- Hotel Grand Palace（ホテルグランドパレス）
- 東京站大飯店（東京ステーションホテル）

## 文化設施

### 活動場館
- 日本武道館 - 北之丸公園內。
- 東京國際論壇
- 國立劇場
- 内幸町Hall（内幸町ホール）
- 讀賣會館（よみうりホール）
- 紀尾井音樂廳（紀尾井ホール）
- 產經劇場（サンケイホール）
- 日比谷公會堂

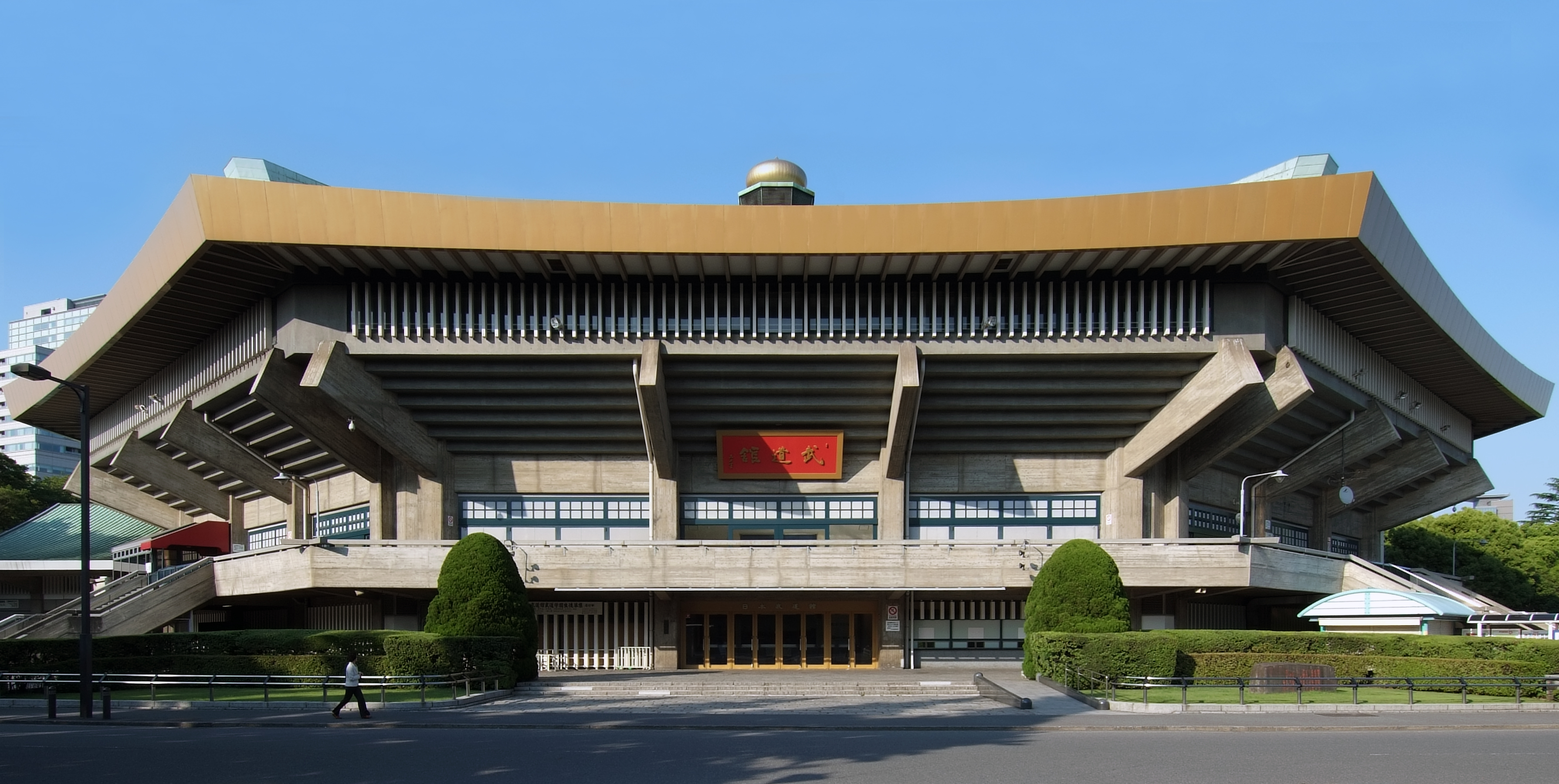
日本武道館

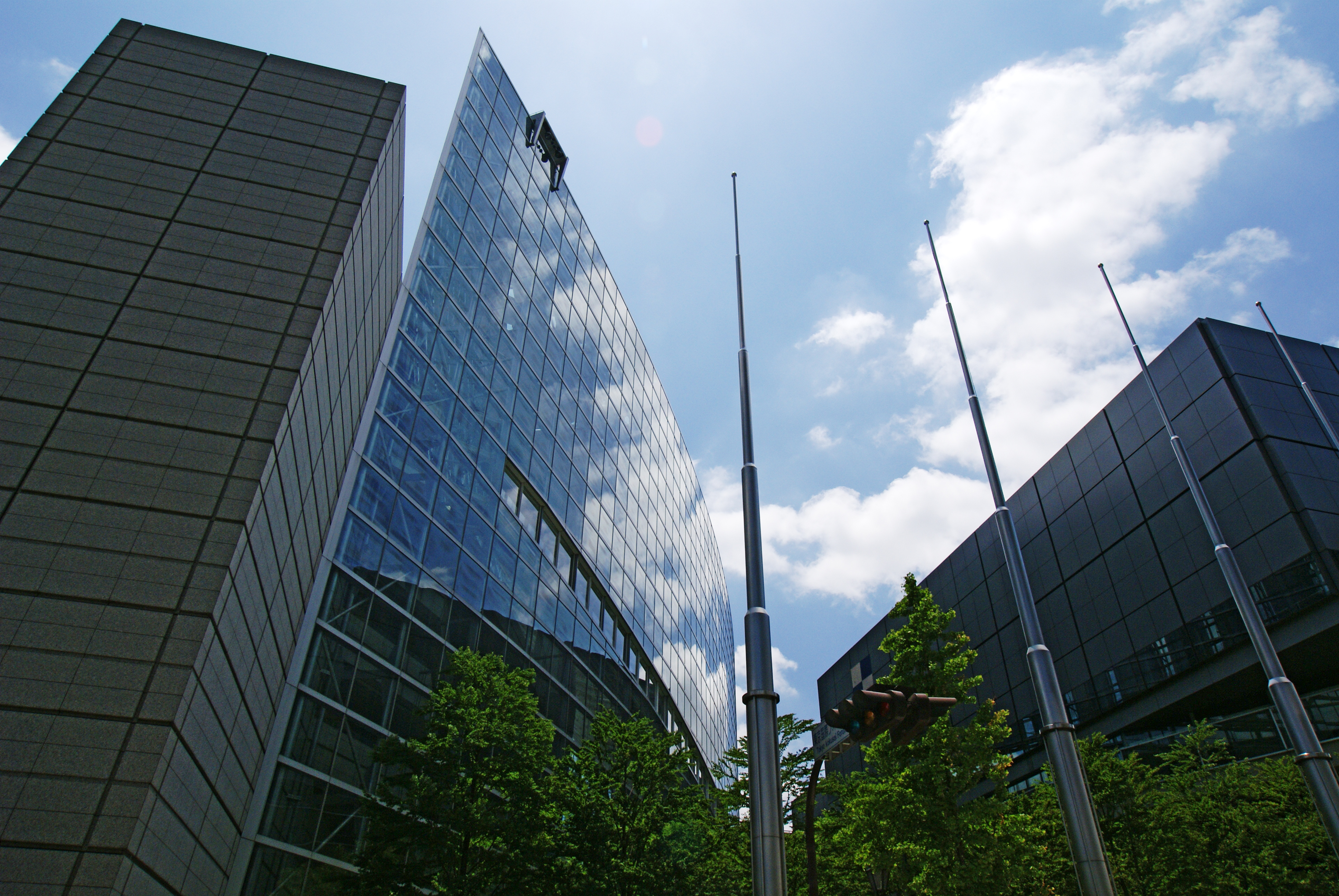
東京國際論壇

- TOKYO FM Hall（TOKYO FMホール）

### 美術館、博物館
- 科學技術館 - 北之丸公園内。
- 東京國立近代美術館
- 東京國立近代美術館 工藝館
- 出光美術館

### 圖書館
- 國立
  - 國立國會圖書館
- 區立
  - 千代田圖書館
  - 四番町圖書館
  - 神田街角圖書館
  - 昌平街角圖書館

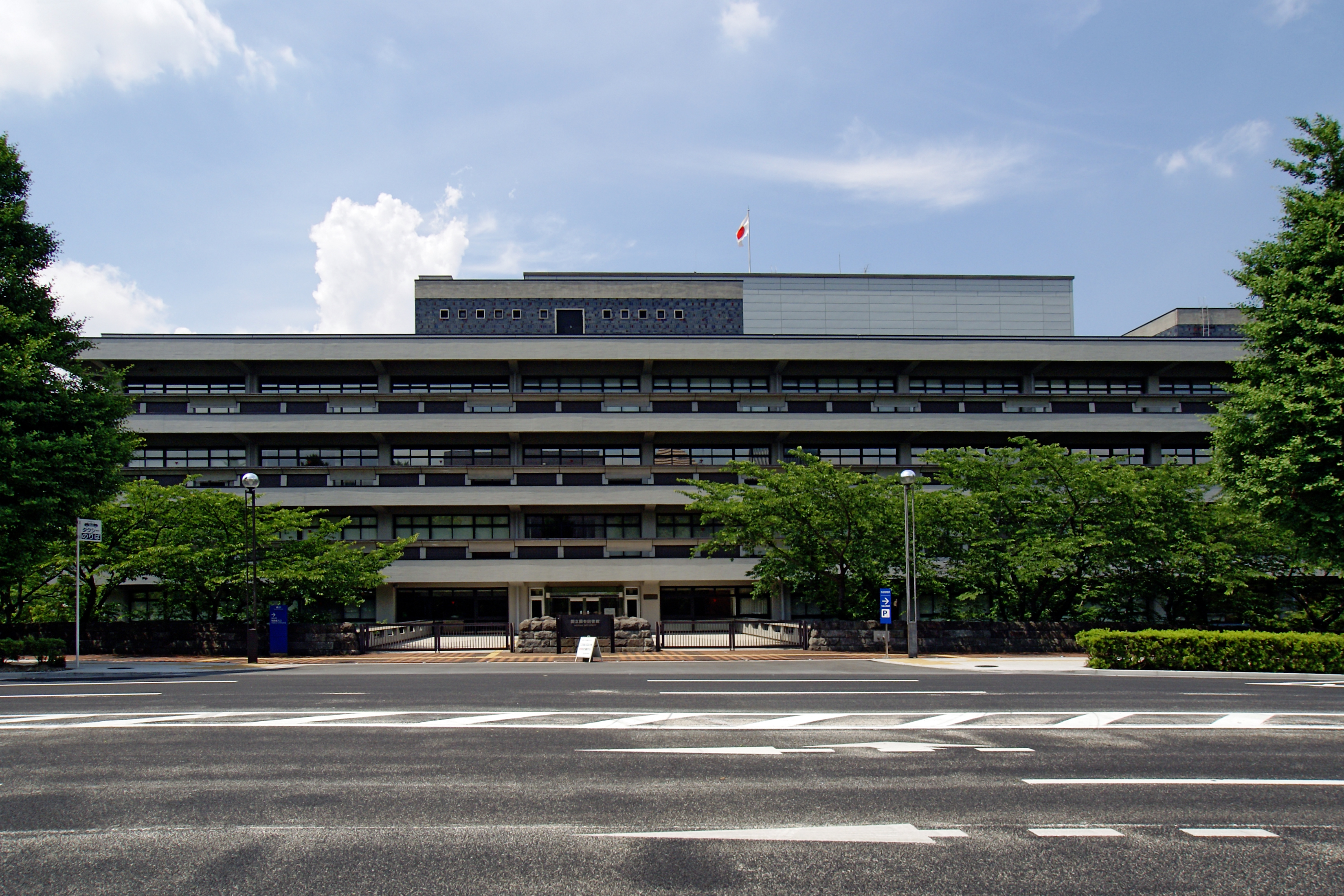
國立國會圖書館

  - 千代田區立 日比谷圖書文化館 - 2009年（平成21年）7月1日東京都移交千代田區管理、2011年（平成23年）11月4日開館。

區民一人平均藏書數為5.6冊，23區最高。23區區民一人平均藏書數為3.4冊（2012年）。

## 歷史建築、景點、古蹟
重要文化財（國指定）
- 舊江戶城田安門、清水門、外櫻田門
- 舊近衛師團司令部廳舍（東京國立近代美術館工藝館）
- 法務省舊本館
- 明治生命館
- 東京站丸之内本屋
- 東京復活主教座堂 - 日本正教會府主教座教會
- 山王日吉神社境内遺跡

- 小栗上野介屋敷跡
（神田駿河台）
- 塙保己一和學講談所跡
（三番町）
- 佐野善左衛門宅跡
（三番町）
- 酒井家上屋敷跡
（大手町）
- 瀧廉太郎居住地跡
（四番町）
- 東京復活主教座堂（駿河台）
- 神田明神（外神田）

### 神社
- 日枝神社
- 築土神社
- 神田神社
- 靖国神社
- 平河天滿宮
- 東京大神宮
- 太田姫稻荷
- 三崎稻荷
- 五十稻荷
- 柳森稻荷

### 主要歷史公園
- 北之丸公園
- 東鄉元帥紀念公園（三番町）
- 日比谷公園

## 教育

### 大學
- 一桥大学
  - 千代田校區
- 东京科学大学
  - 駿河台校区
- 综合研究大学院大学
  - 千代田校区（国立情报学研究所）

公立大學
- 东京都立大学
  - 丸之内卫星校区

私立大學
- 大妻女子大学 
  - 大妻女子大学短期大学部

### 短期大學
- 私立
  - 日本大學短期大學部

### 專門學校
- 私立
  - 御茶之水美術專門學校
  - 學校法人大原學園
    - 　大原簿記學校
    - 　大原法律專門學校

### 高等學校
- 都立
  - 日比谷高等學校
  - 一橋高等學校
- 區立
  - 九段中等教育學校
- 私立
  - ウィッツ青山學園高等學校四谷LETS校區
  - 大妻中學高等學校
  - 神田女學園中學校、高等學校
  - 共立女子中學高等學校
  - 錦城學園高等學校
  - 曉星中學校、高等學校
  - 鹿島學園高等學校秋葉原校區、飯田橋連携校區
  - 克拉克紀念國際高等學校秋葉原IT校區
  - 麴町學園女子中學校、高等學校
  - 白百合學園中學校、高等學校
  - 女子學院中學、高等學校
  - 正則學園高等學校
  - 千代田女學園中學校、高等學校
  - 東京家政學院中學校、高等學校
  - 東洋高等學校
  - 二松學舍大學附屬高等學校
  - 雙葉中學校、高等學校
  - 三輪田學園中學校、高等學校
  - 和洋九段女子中學校、高等學校
  - 御茶之水美術學院

### 中學校
- 區立
  - 麴町中學校
  - 神田一橋中學校
  - 九段中等教育學校
- 私立中學校
  - 與高校合設的記述在高校項目。

### 小學校
- 區立
  - 麴町小學校
  - 九段小學校
  - 番町小學校
  - 富士見小學校
  - 御茶之水小學校
  - 千代田小學校
  - 昌平小學校
  - 和泉小學校
- 私立
  - 曉星小學校
  - 白百合學園小學校
  - 雙葉小學校

### 其他
- 東京中華學校 - 台灣系的國際學校。小學至高中。
- Lycée français international de Tokyo - 法國系的國際學校。幼稚園至高中。

## 相关人物

### 政界
- 德仁：第126代天皇，年号令和。千代田区出身。
- 秋篠宮文仁親王：日本皇室成员，秋篠宫家当主，现任皇嗣。千代田区出身。
- 黑田清子：前日本皇室成员，上皇明仁与上皇后美智子独女。千代田区出身。
- 石破茂：日本政治家，现任日本首相兼自由民主党总裁。千代田区出身。
- 尾身朝子（日语：尾身朝子）：日本政治家，曾任日本众议院议员。千代田区出身。
- 加藤公一（日语：加藤公一）：日本政治家，曾任日本众议院议员。千代田区出身。

### 学术界
- 阿部謹也（日语：阿部謹也）：日本西洋史学者。千代田区出身。
- 小宮輝之（日语：小宮輝之）：日本动物学者，曾任恩賜上野動物園园长。千代田区出身。

### 商界
- 犬丸一郎：日本实业家，原帝国饭店社长。千代田区出身。

### 体育界
- 信山信幸（日语：信山信幸）：原大相扑力士，最高级别为西十兩第18名，本名成本信幸。千代田区出身。

## 重大事件
- 櫻田門外之變：1860年（安政7年）3月24日，对幕府大老兼彦根藩藩主井伊直弼不满的水户藩激进浪士于江户城樱田门外突袭准备进城的井伊直弼队伍，井伊直弼当场身亡。
- 坂下門外之變：1862年（文久2年）2月13日），尊攘派志士在江户城坂下门外袭击老中安藤信正，安藤背部受伤但逃入城内幸免于难。
- 紀尾井坂之變：1878年（明治11年）5月14日，明治维新元勋大久保利通在纪尾井坂（今纪尾井町）遭刺杀身亡。
- 竹橋事件：1878年8月23日，驻扎在竹桥附近的大日本帝国陆军近卫军部队发起武装叛乱，最终遭到镇压。

## 外部連結
- （日語）千代田區公所（页面存档备份，存于）